# Publi Corneli Lèntul Caudí (pretor 203 aC)
Publi Corneli Lèntul Caudí (llatí: Publius Cornelius Lentulus Caudinus) va ser un magistrat romà del segle iii aC. Formava part de la família dels Lèntuls, una branca patrícia de la Gens Cornèlia. Era fill de Publi Corneli Lèntul Caudí, cònsol l'any 236 aC.
Va fer campanya militar a Hispània amb Publi Corneli Escipió l'any 210 aC, però no consta amb quin càrrec. L'any 203 aC va ser pretor a Sardenya. El 196 aC va ser un dels deu ambaixadors enviats a Filip V de Macedònia, i el 189 aC va ser un dels deu ambaixadors enviats a Àsia després de la rendició del rei selèucida Antíoc III el Gran.